# 신여량 밀부유서
신여량 밀부유서(申汝樑 密符諭書)는 광주광역시 북구 매곡동, 국립광주박물관에 있는 조선시대의 국왕문서이다. 2017년 5월 8일 대한민국의 보물 제1938호로 지정되었다.

## 개요
이 문서는 1605년에 선조가 행전라우도수군절도사(行全羅右道水軍節度使)로 부임하는 신여량(申汝樑)에게 발급한 밀부유서(密符諭書)이다. 교서의 경우 공신교서를 대상으로 18세기 발급분까지 지정된 것을 감안하면, 교서와 같은 국왕 발급문서로 17세기 초에 발급된 이 유서는 국가문화재로 지정하여 보존할 충분한 가치가 있다고 생각된다.

## 참고 자료
- 신여량 밀부유서 - 국가유산청 국가유산포털